# Mineralität
Mineralität ist ein Begriff aus der Sensorik. Er wird oft in der Weinsprache verwendet und bezeichnet einen Aspekt der vielfältigen Aromen des Weines. Dieses Attribut kann Weißweinen – seltener auch Rotweinen – zugeschrieben werden. Dabei wird vornehmlich die Abwesenheit von Fruchtaromen als Mineralität interpretiert, die ein Ergebnis verlängerter Maischestandzeit bei der Vinifaktion ist. 
Mineralität spielt dabei auf die Geschmacks-Varietäten an, die sich aus dem Standort, auch Terroir genannt, des Rebstocks ergeben sollen. Auch wenn Minerale als Geschmacksträger nicht nachweisbar sind, gilt Mineralität neben dem Zucker, der Säure, dem Alkohol sowie Fruchtaromen als eines der wichtigen Geschmacksmerkmale des Weines. Der Einfluss des Terroirs beruht vor allem auf der unterschiedlichen Wasserhaltekraft der tieferen Bodenschichten. Der Trockenheitsstress der tiefwurzelnden Rebe ist dabei ein Faktor. Nährstoffe und damit Minerale nimmt die Rebe dagegen mit den Feinwurzeln der Humusschicht auf. Die Bevorzugung der Frucht gegenüber dem Laubwachstum auf nährstoffarmen, wenig gedüngten Böden ist hier geschmackswirksam. Von vielen Weinen, insbesondere Weißweinen wird erwartet, dass ihr Geschmack auch ein gewisses Maß an Mineralität enthält. Je nach Rebsorte kann der Geschmack an Kreide, Kalk, Feuerstein, Graphit oder ähnliches erinnern. Auch salzige Noten werden unter Mineralität subsumiert.
Im Unterschied zum Mineralwasser, bei dem die Mineralien gelöst und ausgeschwemmt werden, muss der Rebstock die Mineralien über den eigenen Pflanzensaft aufnehmen und die Trauben damit anreichern. Messbare Mineralienkonzentrationen können im Wein nicht festgestellt werden, obwohl sie Weinen, in Deutschland insbesondere solchen aus dem Steillagenweinbau, bei Degustationen regelmäßig attestiert werden.